# Mosaico Baiano
Mosaico Baiano é um programa de televisão brasileiro da Rede Bahia de Televisão. Com formato de programa de variedades, exibe curiosidades, clipes, documentários, séries especiais, dicas de cinema, teatro, shows, artistas, visitas aos bairros, comportamento, turismo, além de cobertura dos eventos da cidade de Salvador. Estreou em 7 de julho de 2007 e é apresentado por Luana Souza. O programa é exibido nas tardes de sábado nas emissoras da Rede Bahia de Televisão.

## História
O programa estreou em 7 de julho de 2007, sendo apresentado por Alessandro Timbó, Maria Menezes e Silvia Resende.
Em 2014, o programa foi um dos três finalistas da categoria "Programas Regionais de Linha" do Prêmio Nacional de Programação, dentre as afiliadas participantes do Painel Nacional de Televisão.
Por ter sido exibido na faixa horária do programa Estrelas, da TV Globo, especulações sobre sua descontinuação foram intensificadas em 2015. Em março de 2015, a coluna 'Outro Canal', do jornal Folha de S.Paulo, veiculou a possibilidade do fim do programa (e também da sessão de filmes Cine Fã-Clube) ao passo que Angélica e Luciano Huck, mais tarde, apresentariam juntos um programa a ser exibido nacionalmente no lugar das produções locais exibidas nas tardes de sábado; o projeto conjunto foi negado pela Globo. No mês seguinte, ocorreu o fim do Cine Fã-Clube e sua substituição pelo Estrelas, permitindo a manutenção do Mosaico Baiano na grade da TV Bahia.
Em 13 de janeiro de 2021, Alessandro Timbó sai da TV Bahia, após retornar de férias. O último programa apresentado por ele havia sido exibido em 12 de dezembro de 2020. O programa passou a ser apresentado provisoriamente por Pablo Vasconcelos.
A partir de 31 de julho de 2021, o programa foi reformulado, contando com a apresentação titular de Luana Souza e Pablo Vasconcelos, além de novos quadros, identidade visual. Estreou também um estúdio, sendo a primeira vez em sua história que deixa de ser apresentado externamente em locais turísticos de Salvador.